# Décathlon aux Jeux olympiques d'été de 1964
Navigation
Rome 1960 Mexico 1968
L'épreuve du décathlon aux Jeux olympiques de 1964 s'est déroulée les 19 et 20 octobre 1964 au Stade olympique national de Tokyo, au Japon. Elle est remportée par l'Allemand Willi Holdorf.